# Капская винная змея
Капская винная змея (лат. Thelotornis capensis) — ядовитая змея из рода винных змей семейства ужеобразных. От яда этой змеи до сих пор нет противоядия.

## Ареал и местообитание
Распространена в следующих странах Африки: Ангола, Ботсвана, Бурунди, Замбия, Зимбабве, Кения, Малави, Мозамбик, Намибия, Свазиленд, Сомали, Танзания, ЮАР.
Обитает в гористой местности, подлеске, саванне, на побережье и плоскогорьях.

## Экология
Популяция вида стабильна.

## Несчастные случаи
Известно несколько смертельных случаев в результате укуса капской винной змеи, один из которых произошёл в 1975 году, когда от укуса змеи скончался в возрасте 80 лет известный немецкий герпетолог Роберт Мертенс через 18 дней после укуса.